# Owain Owain
Owain Owain (11 décembre 1929, Pwllheli, au pays de Galles - 19 décembre 1993) est un écrivain et poète gallois. Il a fondé le magazine Tafod y Ddraig (en) (La langue du dragon), qui est la principale voix de la Welsh Language Society depuis les années 1960,.

## Biographie

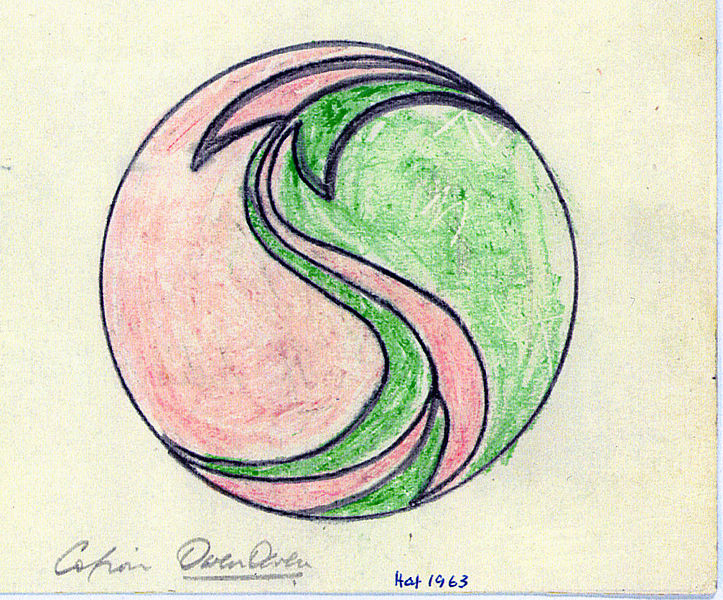
Logo original de l'entreprise « Tafod y Ddraig » (« La langue du dragon »), dessiné par Owain Owain.

Né à Pwllheli en 1929, Owain Owain fréquente l'école Ysgol Tŷ Tan Domen à Bala. Ensuite il est diplômé de l'université de Bangor. Après avoir travaillé comme scientifique nucléaire à Windscale, il retourne, en 1956, à Bangor avec sa femme Eira et ses quatre enfants, dont le poète Robin Llwyd ab Owain. Il était membre de Mensa International et a appelé à des manifestations pour la Welsh Language Society.
Il a dessiné le logo de l'entreprise « Tafod y Ddraig » (« La langue du dragon »). Cette première esquisse est déposée à la Bibliothèque nationale du Pays de Galles. Dafydd Iwan, un homme politique gallois, déclare : « Il a inspiré ma génération et a jeté les bases solides sur lesquelles la Welsh Language Society a été construite ».
Son livre de science-fiction intitulé Y Dydd Olaf (Le dernier jour) a été décrit par le critique littéraire Pennar Davies (en) : « Rien de comparable à ce livre n'a été vu auparavant, ni dans notre langue ni dans aucune autre langue. Nous devrions nous réjouir qu'un tel éclat existe dans l'écriture galloise ».

## Prix et récompenses
- 1977 – Livre gallois de l'année (en) pour le roman Mical (cy)